# Климовский, Григорий Фёдорович
Григорий Федорович Климовский (1791 — февраль 1831, Санкт-Петербург) — оперный и концертный певец (тенор). Встречается написание Григорий Феодорович Климовский. Настоящая фамилия — Иваницкий.
Происходил из обедневшей дворянской семьи.
Пению обучался в Придворной певческой капелле. В 1814—29 выступал в петербургском Большом театре, дебютировав в партии Модеста в опере «Ям» А. Н. Титова (Музыкальный словарь называет роль Василия Горюна). Совершенствоваться в освоении актёрского мастерства ему помогал В. Самойлов. По свидетельству современников, обладал выдающимся по красоте и силе голосом чистого и мягкого тембра, которым прекрасно владел; певцу были близки лирические партии. Особенным успехом пользовался в операх А. Титова, К. Кавоса и во многих водевилях. Музыкальная энциклопедия особо подчёркивает музыкальное дарование артиста.
Был первым исполнителем очень многих ролей. Среди партий: Василий («Крестьяне, или Встреча незваных» композитора Титова по пьесе А. А. Шаховского), Дальчини («Ломоносов, или Рекрут-стихотворец»), Храбренко («Удача от неудачи, или Приключение в жидовской корчме», текст П. Н. Семенова, музыка И. А. Ленгарда, 1817), Тороп («Добрыня Никитич, или Страшный замок» Катерино Кавоса), Попов (опера-водевиль «Актеры между собою, или Первый дебют актрисы Троепольской»), Эрнест («Суженого конём не объедешь, или Нет худа без добра»), Альсим («Светлана, или Сто лет в один день»), Эдуард (водевиль «Дом сумасшедших, или Странная свадьба» Верстовского), Стрельский («Карантин») Верстовского); Гарун («Гений Итурбиель, или Тысяча лет в двух днях визиря Гаруна»), Левсил («Жар-птица, или Приключения Ивана-царевича»), Разрубов («Лунная ночь, или Домовые»), Леонардо («Пиемонтские горы, или Взорвание Чортова моста», авторизованный перевод А.Шеллера, музыка К. Кавоса и И. Ленгарда); Красников («Пан Твардовский» Верстовского), Рославлев-старший («Кто брат, кто сестра, или Обман за обманом» на текст А. С. Грибоедова и П. А. Вяземского и музыку Верстовский, Алексей Николаевич 1824), Вельский («Продажная одноколка, или Похищенная Европа» композитора Ф. Шольца), Флорвий («Опрокинутые повозки» композитора Буальдьё), Эрнест («Отец и дочь»), Лестер («Елизавета, королева Английская»), Телемак («Телемак на острове Калипсо»), Алидор («Сандрильона» Д. Штейбельта), Антонио («Сорока-воровка, или Опасность судить по наружности»), Бельмонт («Похищение из сераля»), Карл («Саржин» Э. Мегюля), Альмавива («Севильский цирюльник» Дж. Россини), Макс («Вольный стрелок»), Паолино («Тайный брак» Чимарозы), Иосиф, Публий Гораций («Гораций и Куриаций»), Арман («Водовоз»), Блондель, Оливье, Валер, Юрко, Студент («Лунная ночь, или Домовые» Алябьева).
Исполнял сольные партии в ораториях «Времена года» И. Гайдна (22 дек. 1815) и «Архангел Михаил» И. Миллера (1817 и 1818).
Партнёрами по сцене были легендарные артисты: П. Злов, А. И. Иванова, В. Рязанцев, В. и С. Самойловы, Е.C. и С.H. Сандуновы, Н.C. Семенова, А. Ефремов, В. Шемаев, М. Шелехова, Е. В. Рыкалова (Марсель).
М. И. Глинка в своих «Записках» называет Климовского среди «весьма примечательных певцов», наряду с Самойловым и Зловым. «По свидетельству современников, К. был человеком слабой воли и неустойчивого характера. Богемный образ жизни, который вел певец, подорвал его силы, и еще в молодости он потерял голос», — заключает Климовский, Григорий Федорович // Большая русская биографическая энциклопедия (электронное издание). — Версия 3.0. — М.: Бизнессофт, ИДДК, 2007.. В 1828 году он покинул сцену.